# Helmstadt (Bawaria)
Helmstadt – gmina targowa w Niemczech, w kraju związkowym Bawaria, w rejencji Dolna Frankonia, w regionie Würzburg, w powiecie Würzburg, siedziba wspólnoty administracyjnej Helmstadt. Leży około 15 km na południowy zachód od Würzburga, przy autostradzie A3.

## Dzielnice
W skład gminy wchodzą dwie dzielnice: 
- Helmstadt
- Holzkirchhausen.

## Demografia
| Rok  | Liczba mieszk. |
| ---- | -------------- |
| 1970 | 2 097          |
| 1987 | 2 307          |
| 2000 | 2 669          |
| 2004 | 2 639          |

## Oświata
(na 1999)

W gminie znajduje się 125 miejsc przedszkolnych (z 118 dziećmi) oraz szkoła podstawowa z Hauptschule (41 nauczycieli, 751 uczniów).